# Sveti Jernej nad Muto
Sveti Jernej nad Muto – wieś w Słowenii, gmina Muta. 1 stycznia 2017 liczyła 127 mieszkańców.